# Аллегория любви
«Аллегория любви» (англ. The Allegory of Love. A Study in Medieval Tradition) — историко-литературное исследование Клайва Стейплза Льюиса, опубликованное в 1936 году; первое значительное выступление Льюиса на академическом поприще; год спустя было удостоено приза имени Израэля Голланца.
Работа над книгой началась в 1928 году, вскоре после того как Льюис начал преподавать историю английской литературы в оксфордском Модлин-колледже. Подзаголовок исследования — «обзор средневековой аллегорической традиции». Книга представляет собой не нравственный трактат, а исследование средневековых представлений.
«Аллегория любви» стала одной из классических работ по истории аллегорического метода и истории средневековой литературы в целом. Русский перевод «Аллегории любви» издан в 2015 году.